# Herbelsdorf
Herbelsdorf ist ein Gemeindeteil von Pfarrweisach im unterfränkischen Landkreis Haßberge in Bayern.

## Geografie
Der Weiler liegt im nordöstlichen Teil des Landkreises in einer Talsenke, die der Herbelsdorfergraben durchfließt. Von Pfarrweisach ist er rund zwei Kilometer entfernt. An dem Ort verläuft die Bundesstraße 279 von Breitengüßbach nach Bad Neustadt an der Saale westlich vorbei. Eine Straße verbindet Herbelsdorf mit dem Nachbarort Dürrnhof.

## Geschichte
Herbelsdorf, dessen Name vermutlich auf den Personennamen des Ortsgründers „Haribold“ zurückgeht, entstand wohl im 9. Jahrhundert. Die erste Erwähnung war 1232 in der Teilungsurkunde des Würzburger Fürstbischofs Hermann, in der Ebern von der Pfarrei  Pfarrweisach getrennt wurde und „hergolsdorff“ bei der Mutterkirche verblieb. Im Jahr 1317 erhielten Aplo, Theino und Hugelinus von Lichtenstein den ganzen Zehnt in „Herboltsdorf“.
Außer den von Lichtenstein hatte Herbelsdorf im 14. und 15. Jahrhundert wechselnde Teilbesitzer, so die Füllbach zu Gleusdorf, die Rotenhan, die Raueneck zu Lichtenstein und die Pfarrei Ebern. Ab dem Jahr 1554 bis ins 19. Jahrhundert waren die von Lichtenstein die Dorfherren. Im Jahr 1576 gab es sieben Anwesen, davon fünf Gasthäuser mit Schankrecht. Nach der Reformation erfolgte für die evangelischen Herbelsdorfer die religiöse Betreuung in Fischbach oder Lichtenstein. Taufen, Trauungen und Beerdigungen vollzog jedoch der katholische Pfarrer in Pfarrweisach bis zur Umpfarrung 1829 nach Lichtenstein.
1818 entstand der Gemeindeverband Lichtenstein, bestehend aus dem Pfarrdorf Lichtenstein und den Weilern Herbelsdorf, Dürrnhof sowie Buch. 1862 wurde Herbelsdorf mit Lichtenstein in das neu geschaffene bayerische Bezirksamt Ebern eingegliedert. Die 813,90 Hektar große Landgemeinde Lichtenstein zählte im Jahr 1871 237 Einwohner, von denen 217 evangelisch waren, und 37 Wohngebäude. Herbelsdorf hatte 34 Einwohner. Die evangelische Bekenntnisschule stand im 2,3 Kilometer entfernten Lichtenstein.
Im Jahr 1900 wohnten in Herbelsdorf 29 Personen in 7 Wohngebäuden. 1925 lebten in dem Weiler 30 Personen in 6 Wohngebäuden. 1950 hatte der Ort 37 Einwohner und 5 Wohngebäude. Die Katholiken gehörten zum Sprengel der Pfarrei Pfarrweisach. Im Jahr 1961 zählte Herbelsdorf 24 Einwohner und 6 Wohngebäude. 1970 waren es 25 und 1987 24 Einwohner sowie 7 Wohngebäude mit 7 Wohnungen.
Am 1. Juli 1972 wurde der Landkreis Ebern aufgelöst und die Gemeinde Lichtenstein kam mit Herbelsdorf zum Haßberg-Kreis. Am 1. Januar 1978 folgte die Eingliederung der Gemeinde Lichtenstein mit dem Gemeindeteil Herbelsdorf nach Pfarrweisach.